# Philippinocoris
Philippinocoris is een geslacht van wantsen uit de familie van de Naucoridae (Zwemwantsen). Het geslacht werd voor het eerst wetenschappelijk beschreven door Polhemus & Polhemus in 1987.

## Soorten
Het genus bevat de volgende soorten:

- Philippinocoris sumaldei Zettel, Nieser & D. Polhemus, 1999
- Philippinocoris usingeri (La Rivers, 1970)